# Pedro Gatell
Pedro Pablo Gatell y Carnicer (Reus, provincia de Tarragona, abril de 1745 - Puerto de Santa María, provincia de Cádiz, 31 de octubre de 1792) fue un escritor, periodista y cirujano de la Armada español.

## Biografía
Su padre fue José Gatell y su madre María Carnicer. Comenzó a estudiar en la Universidad de Cervera, y de ahí pasó al Colegio de Cirugía de Cádiz, donde estudió tres años de Osteología y Enfermedades de los Huesos, Anatomía, Higiene, Botánica, Terapéutica, Fisiología, Álgebra, Latinidad y Filosofía, tras los cuales pasó a ser en septiembre de 1768 practicante mayor de Medicina interino, con plaza en propiedad en diciembre. Se le habilitó el 28 de abril de 1769 como cirujano segundo y lo destinaron a La Habana en la urca El Vicente y al navío Santísima Trinidad, de tres puentes. Viajó a distintos puertos de las Antillas y obtuvo el título oficial de cirujano segundo el 8 de noviembre de 1780, y el 4 de octubre de 1782 el de cirujano primero. En 1783 estaba en el hospital del arsenal de La Habana. Pero su salud le hizo aborrecer la cirugía y pidió el retiro en agosto de 1786. Lo consiguió al fin sin sueldo en septiembre de 1787.
Intentó ingresar de nuevo al servicio del rey, pero fracasaron todos sus intentos para acreditarse: el proyecto de escribir una Historia de la Marina, crear un observatorio meteorológico en Cádiz (no existía ninguno en España), y la publicación de ensayos como la Exposición de los diferentes métodos de hallar la longitud en la mar y en tierra por los satélites de Júpiter, el Modo de usar las tablas del conocimiento de tiempos y almanak náutico, el Conocimiento y uso del cuartier esférico para resolver los problemas astronómicos y de navegación, una Colección de tablas útiles además de las del conocimiento de tiempos y almanak náutico y un Fragmento de la Introducción a una Historia de la Marina de España. Publicó también un panegírico a Carlos IV, pero desengañado ya decidió volver a Cádiz y fundar allí el periódico El Argonauta Español. Allí murió el 31 de octubre de 1792. Como escritor de ficción es famosa su obra La moral de Don Quijote de la Mancha, reimpresa y continuada hasta mediados del XIX.

## Obras
- Modo de preservar de los rayos a las personas, casas y demás edificios, con la resolución del problema: Si es una tronada será más conveniente abrir puertas y ventanas, o lo contrario.... Madrid, González, 1789.
- Panegírico que a imitación del de Plinio, dirige a nuestro muy Augusto Monarca Don Carlos IV (que Dios guarde) el más humilde de sus vasallos..., Madrid, Imprenta de González, 1789
- La moral de Don Quixote deducida de la historia que de sus gloriosas hazañas escribió Cide-Hamete Benengeli. Por su grande amigo el Cura.... Madrid, Josef Herrera, 1789
- Segunda Parte de La moral de Don Quixote, Madrid, Imprenta de González, 1792 y 1793.
- El Argonauta Español, periódico gaditano en el que se corrigen por un estilo jocoso los actuales abusos en todas clases de materias, y al mismo tiempo se suministran pensamientos interesantes a el mayor progreso de las Ciencias, Artes, Agricultura, y Comercio, e igualmente noticias curiosas, anécdotas, etc. Obra útil, deleitable, e instructiva a todas las personas de ambos sexos. Ridiculum acri dulcius..., Cádiz, Antonio Murguía, 1790.
- Instrucciones económicas y políticas, dadas por el famoso Sancho Panza, Gobernador de la Ínsula Barataria, a un hijo suyo, apoyándolas con refranes castellanos, en que le prescribe el método de gobernarse en todas las edades y empleos, Madrid, Imprenta Real, 1791 (2.ª impr. aum.)
- Explicación y uso del cuartier esférico para resolver los problemas astronómicos y de navegación (perdida: se anuncia en la Gaceta de Madrid, 3 de enero de 1792)
- El gran Piscator de Cádiz: calendario astronómico, meteorológico y de refranes, con un régimen de vida para conservar la salud (perdida: se conoce por un anuncio de la Gaceta de Madrid, 3 de enero de 1792)
- La moral del más famoso Escudero Sancho Panza, con arreglo á la Historia que del más Hidalgo Manchego Don Quixote de la Mancha escribió Cide Hamete-Benegelí, Madrid, Imprenta Real, 1793, sin nombre de autor y reimpresa en Barcelona, Librería de José Solá (Imprenta Vda. e hijo de Texero), 1832.
- Continuación, Barcelona, Benito Espona, 1834.
- Historia del más famoso escudero Sancho Panza, después de la muerte de don Quixote de la Mancha hasta el último día y postrera hora de su vida. Parte primera, Madrid, Imprenta Real, 1793 (1794)
- Historia del más famoso escudero Sancho Panza desde la gloriosa muerte de don Quixote de la Mancha hasta el último día y postrera hora de su vida. Parte segunda [Apócrifa], Madrid, Imprenta de Villalpando, 1798, 2 vols.
- El Argonauta Español, Periódico Gaditano, ed. de Marieta Cantos Casenave y María José Rodríguez Sánchez de León, Sevilla, Editorial Renacimiento, 2008.